# 安德乡
安德乡，是中华人民共和国湖南省常德市安乡县下辖的一个乡镇级行政单位。

## 行政区划
安德乡下辖以下地区：
芦林铺社区、田家沟村、和丰村、中山村、竹丰村、麻田岗村、杨树村、西河村、四分局村和民阜村。